# 恩承
恩承（1820年—1892年），葉赫那拉.恩承，字露圃，諡文恪，號履堂，葉赫那拉氏，滿洲正白旗人，清朝政治人物。

## 生平
清朝文生員。咸豐三年（1853年），侍衛處主事。次年，改兵部車駕司員外郎。咸豐五年，任兵部職方司郎中，次年改戶部顏料庫郎中。咸豐九年，任禮部主客司郎中。咸豐十年，任內閣侍讀學士。次年，任全營翼長。
同治元年（1861年），任太常寺卿。同治二年，任內閣學士。同治四年，任鑲紅旗蒙古副都統、翼長。次年改理藩院左侍郎。同治六年，任工部右侍郎兼管錢法堂事務，署鑲紅旗蒙古副都統。次年，改工部左侍郎、揀選主事等官大臣。同治八年，任正藍旗漢軍副都統，管理神機營事務。同治九年，署刑部左侍郎，禮部右侍郎。同治十一年，任正黃旗滿洲副都統、刑部左侍郎。同治十二年，署左翼總兵、搜檢大臣、正藍旗蒙古副都統、崇文門副監督。同治十三年，署戶部左侍郎兼管三庫事務、鑲黃旗滿洲副都統、監放馬駝大臣、正紅旗滿洲副都統、吏部左侍郎、滿洲繙譯考試搜檢大臣、值年大臣。
光緒元年（1875年），任左翼總兵，署正藍旗蒙古副都統。光緒元年，任副總裁官，考試滿洲繙譯大臣，署戶部左侍郎兼管三庫事務、總理內務府大臣，吏部左侍郎管理三庫事務。光緒二年，任考試滿洲繙譯大臣，管理火器營事務。并任滿洲繙譯正考官。次年，任紫禁城騎馬、揀選贊讀等官。光緒四年，升任都察院左都御史、正紅旗漢軍都統。光緒四年，升任禮部尚書，稽查左翼宗學。次年，任咸安宮官學管理事務大臣，派閱繙譯覆試試卷。光緒五年，任步軍統領。次年改紫禁城內值年大臣。光緒八年，任文闈專司稽查大臣；次年改庶吉士散館閱卷大臣、署正黃旗滿洲都統。光緒十年，任鑲藍旗滿洲都統、刑部尚書，署鑲藍旗蒙古都統。同年改任吏部尚書。后升任協辦大學士。光緒十一年，任體仁閣大學士、文淵閣領閣事。光緒十二年，任繙譯會試正考官、武殿試讀大臣、會典館正總裁。次年改任國史館副總裁。光緒十五年，任東閣大學士、恭進冊寶大臣、殿試讀卷大臣，署鑲白旗漢軍都統。光緒十七年，任武闈會試監射大臣。光緒十八年，任殿試讀卷大臣、太子太保。

## 家庭
- 祖父凌保；
- 父哈達納，广西昭平县知县；
- 胞兄恩福，户部银库库使；
- 妻爱新觉罗氏，诰封一品夫人；
- 子托克托善，二品廕生、郎中，博啓善，刑部员外郎。

## 延伸阅读
[在维基数据编辑]
 《清史稿·卷440》，出自趙爾巽《清史稿》